# Feliciano Peña
Feliciano Peña (Herminio Feliciano Peña Aguilera; * 25. April 1915 in Silao, Guanajuato; † 16. Mai 1982) war ein mexikanischer Künstler.
Peña kam 1926 nach Mexiko-Stadt und besuchte ab 1927 die Freiluftmalschule von Tlalpan. Nach seiner Ausbildung erhielt er 1933 ein Stipendium zur künstlerischen Weiterbildung, besuchte in diesem Zusammenhang auch Bildhauerei- und Grafikkurse und konnte einige seiner Werke im Kunstsaal des Secretaría de Educación Pública ausstellen. 1937 malte er auch zusammen mit Chávez Morado und Gutiérrez am Wandbild der Escuela Normal von Xalapa. Peña war Mitglied der Liga de Escritores y Artistas Revolucionarios, Gründungsmitglied des Salón de la Plástica Mexicana und der mexikanischen Bildhauervereinigung Sociedad Mexicana de Grabadores. Er wurde mehrfach ausgezeichnet.
Als Dozent unterrichtete er unter anderem an der Escuela Nacional de Pintura, Escultura y Grabado "La Esmeralda" und der Escuela de Artes del Libro (Escuela de Artes Gráficas).